# Hypogäum von Torre del Ram
Koordinaten: 40° 0′ 19″ N, 3° 48′ 33″ O
Das Hypogäum von Torre del Ram liegt nordwestlich von Ciutadella auf der Baleareninsel Menorca. Es befindet sich im Nordosten der Ortschaft Torre del Ram in einem Wohngebiet an der Kreuzung von Avenida Tramuntana und Calle Gregal.

## Beschreibung
Das Hypogäum stammt aus vortalayotischer Zeit (1600–1400 v. Chr.) und ist eine artifizielle Höhle (Cueva).
Es hat einen 2,6 m langen treppenartig in die Tiefe gehenden Zugang mit einem kurzen 1,55 m breiten Vorraum. Der Zugang wird oben von einer Art Kuppel aus großen naturbelassenen Steinen geschützt. Die in den Fels gehauene Kammer ist 8,8 m lang, 2,5 m breit und 1,95 m hoch. Sie ist rechteckig und hat einen trapezoiden Querschnitt. Ihre Decke ist flach. Eine niedrige Bank zieht sich umlaufend entlang der Wände einschließlich der nur oben eingezogenen Apsis. Es wurden außer Felsritzungen unbekannter Zeitstellung, die drei Segelschiffe und weitere unidentifizierte Figuren darstellen, keine Funde gemacht.
Das Hypogäum von Torre del Ram ist als archäologisches Monument (Monument arqueològic) geschützt. Die heutige Registriernummer beim spanischen Kulturministerium ist R-I-55-0008552. Es gehört zu den 32 archäologischen Stätten, die Spanien am 14. Januar 2016 als „Talayotische Kultur Menorcas“ offiziell für eine Aufnahme in die UNESCO-Liste des Welterbes vorschlug. Das Welterbekomitee stellte den Antrag auf seiner 41. Sitzung im Juli 2017 zurück und forderte Nachbesserungen. Zu den 24 Stätten die 2023 als „Talayotisches Menorca“ Weltkulturerbe wurden, gehört das Hypogäum von Torre del Ram nicht.